# Miguel Moly
Jesús Miguel Moly Pérez (Caracas; 29 de septiembre de 1964), más conocido como Miguel Moly, es un cantautor y productor musical venezolano, que se dio a conocer en 1990 en toda América y Europa. 

## Biografía
Su carrera inició en 1988 donde formó parte como vocalista de la Orquesta Los Melódicos y también de la Orquesta del Maestro Porfi Jiménez.

## Carrera
Su primer disco como solista lo lanza al mercado en septiembre de 1990 con el tema llamado "LA MORENA" dicho tema llegó a los primeros lugares. Luego le tocó al tema "YO POR TI" y más tarde al tema POR QUERERTE TANTO el cual grabó a dúo con Diveana una artista que le siguió los pasos, vendiendo la increíble cantidad de 350.000 copias haciéndole acreedor de disco de oro, disco de platino y doble platino solo en Venezuela ya que en Colombia, Ecuador, Perú, Bolivia, Chile y Panamá vendió un millón y medio de copias convirtiéndose en el más importante exponente de la música tropical y creador del tecnomerengue de todos los tiempos. De inmediato la televisora más importante de Venezuela llamada Venevisión lo firmó como artista exclusivo, participó en muchas ocasiones en el programa más visto de Venezuela llamado Sábado Sensacional y en el cual logró acumular en sus presentaciones una audiencias de 80 por ciento de índice de audiencia: todo un récord.
En 1992 graba su segundo disco llamado EL TECHNOMERENGUE disco que de inmediato se colocó en el primer lugar de radiodifusión, luego su super éxitos como Junto a tu Corazón, LA PIERNONA este tema le dio muchas satisfacciones a Miguel ya que las chicas que bailan con él esta canción le dan un toque fresco y sexy a su ya fabuloso show, luego le tocó al súper éxito y primer lugar en Venezuela, Colombia, Ecuador, Perú, Panamá, Chile y Bolivia JUNTO A TU CORAZÓN arrasó en todas las carteleras musicales en todos estos países y permanece sonando en el tiempo sin duda uno de sus más grandes clásicos, luego su tema llamado DULCEMENTE BELLA otro bombazo musical que coloca a Miguel Moly como el líder musical bailable de la región.
En 1993 graba su tercer CD titulado SIEMPRE, SIEMPRE el cual fue otro récord de ventas con 370 mil copias, temas como lloré, mamita mía, la catira y siempre, siempre arrasaron en las carteleras. Para 1995 participa en el carnaval de las Islas Canarias, ante llenos totales, y un fastuoso cierre en el último día del festival, en la Plaza España de Santa Cruz de Tenerife, ante un lleno de casi dos millones de personas.
En 1997 es llamado por Sony Music, convirtiéndose en ese momento como el primer tecnomerenguero de Sony Music en el mundo (mucho antes que Elvis Crespo), donde firma un contrato por tres años y tres discos el primero de ellos titulado Mejor que Nunca, llevando a los primeros lugares su primer promocional Como no vas a quererla de su autoría, luego lanzaron No te vayas de mi lado también de su autoría temas que se posicionaron muy bien en Colombia, Ecuador, Perú, Bolivia y en muchos otros países donde Sony promocionaba el CD llevando a Miguel Moly a ser el primer artista venezolano en pegar todos sus temas uno tras otro sin fallar: 13 fueron sus súper éxitos seguidos.
En 1998 graba su quinto disco llamado Miguel Moly y su proyecto X. En este CD Miguel experimenta un cambio de estilo musical y hace merengue house muy pegado en ese momento por grupos como Proyecto 1, Sandy y Papo, Ilegales, Fulanito. 
En 1999 es llamado a formar parte de la disquera de Ricardo Montaner HECHO A MANO DISCOS. en esa disquera Miguel Moly graba su sexto disco llamado COMO TU LO QUERÍAS, este nombre se le dio porque en esa oportunidad Miguel regresó al tecnomerengue y esa fue precisamente la razón por la cual se retira de Sony Music, porque ellos le obligaron a grabar en merengue house y él quería volver a sus orígenes. Y eso es lo que precisamente hizo cuando lanzó su primer tema llamado Dime Morena el cual sonó por más de 32 semanas en los primeros lugares todo un récord para ese entonces.
En 2000 graba un CD de súper éxitos para discos fuentes titulado Miguel Moly The Best Of Tecnomerengue Lo Mejor del Tecnomerengue disco este que aún lo siguen vendiendo por Internet y el cual ya lleva 2 millones de copias vendidas hasta el momento.
En 2002 graba su octavo CD llamado TE VI CON EL de este CD se pegaron el tema Dame Tu Vida y Te vi con El, llevando a Miguel Moly a ser el primer artista venezolano en pegar todos sus temas uno tras otro sin fallar 18 fueros sus súper éxitos. Seguidos.
En 2004 regresa con su disquera original Velvet de Venezuela y lanza su novena producción discográfica llamada Para Que No Pares De Bailar y de inmediato se pegaron en todas las radios su primer sencillo llamado Por Amarte Así, versionando en merengue la balada de Cristian Castro, luego sonó un tema llamado Que No Pare De Bailar y luego Lloviendo Estrellas.
En 2006 es lanzado su primer 40 éxitos, un doble CD que recogía toda la carrera musical de Miguel Moly en esos 16 años de carrera que tenía para ese momento, pero también incluyendo un tema nuevo llamado Si Tu No Estás Conmigo ese tema fue grabado en tres versiones merengue, balada, y salsa lo que lo hizo sonar en todas las emisoras de todos los estilos y géneros una estrategia publicitaria muy bien realizada.
Luego Miguel Moly hace una pausa a nivel discográfico y se dedica a viajar con su orquesta y hacer largas giras de conciertos, monta tres centros de operaciones uno en España (Madrid) otro en Colombia (Bogotá) y otro en Ecuador (Quito). Haciendo más de 600 conciertos en esos tres años en esos países.
En 2009 firma un contrato de dos años con su nueva disquera Cobi Music y es lanzado al mercado su segundo grandes éxitos esta vez con 5 temas nuevos comenzando con el tema llamado Y Como Se Mata El Gusano tema que ha sido versionado por cientos de orquestas en el mundo entero, pero que lo dio a conocer Miguel Moly y trae de nuevo a la palestra discográfica, y radial no solo en Venezuela sino también suena fuerte en Colombia, Ecuador y en España el tema fue lanzado por la discográfica española Open Récord en un CD llamado Puro Caribe 2009 CD que se vendieron en El Corte Inglés y por Internet más de 1 millón de copias en el verano español, este tema ha sido una locura en todas las fiestas que es colocado ya que es súper divertido bailarlo.
En 2010 suena su siguiente sencillo titulado Lárgate tema que suena desde hace 40 semanas, en abril de ese año fue entregada por su disquera Velvet su disco de oro por las ventas alcanzadas. Ese tema también sonado en Canarias.
En definitiva, Miguel Moly es uno de los artistas más importantes en el género bailable, el que más tiempo se ha mantenido vigente, constante y exitoso por más de 20 años de carrera, y es uno de los artistas que más dinero ha ganado en su género.

## Discografía
- La Morena (1990) (Velvet)

1. La morena
2. Si estuvieras conmigo
3. Me tienes loco
4. Solo importas tu
5. Por quererte tanto (dúo con: Diveana)
6. Yo por ti
7. La licra
8. Tengo ganas
9. Quiero ser todo en tu vida
10. La gorda

- El Tecnomerengue (1992)

1. En algún rincón de mi alma
2. Dulcemente bella
3. Quiéreme
4. La negra Tomasa la otra
5. Junto a tu corazón
6. Por qué será
7. Ya lo había vivido (éxito original de Franco de Vita)
8. La piernona

- Siempre, Siempre (1993) (Velvet)

1. Siempre siempre
2. Lloré
3. La Catira
4. Tengo que escaparme
5. Mamita mía
6. Inés María
7. Que bonito
8. El bailón

- Lo Nuevo y los Éxitos (1996) (Velvet)

1. La morena
2. Junto a tu corazón
3. Por quererte tanto
4. Lloré
5. En algún rincón de mi alma
6. La caderona
7. Amparito
8. Yo por ti
9. Dulcemente bella
10. Atrevida
11. La piernona
12. La faldita
13. No me hagas más sufrir
14. Mala cabeza

- Mejor que Nunca (1995) (Sony Music)

1. Felicidad
2. Incomparablemente bella
3. Lo que quieres saber
4. La nena tiene swing
5. Como no vas a quererla
6. Nuestro secreto
7. Juguete
8. No te vayas de mi lado
9. Dónde estás corazón
10. La flaquita
11. Tu cuerpo
12. Muero por ti

- Como tú lo querías (1999) (Hecho a Mano Discos)

1. Dime morena
2. Recuerdo
3. Deja que salga la luna
4. Ojos negros
5. Sultana
6. Llora, llora
7. Juntos
8. Susana
9. Eres tú
10. Santa Bárbara Bendita

- Te vi con él (Hecho a Mano Discos) (2001)

1. Te vi con él
2. Dame tu vida
3. Te extraño
4. Mi linda rubia
5. En Canarias si se goza
6. Palo bonito
7. La cirugía
8. Las mujeres
9. Dime morena (Remix)
10. Madrigal

- Que no paren de bailar (2003) (Independiente)

1. Que no pare el baile
2. Lloviendo estrellas
3. Por amarte así
4. Solo importas tú
5. Suéltame gorila
6. Dame tu vida
7. Te vi con él
8. Ojos negros
9. Susana
10. Llora, llora
11. Te vi con él (Versión Pop)
12. Te extraño (Versión Pop)

- 40 Años - 40 Éxitos de Miguel Moly (2005, Reedición 2009) (Velvet)
- Cómo se mata el gusano (2010) (Independiente)

1. Cómo se mata el gusano
2. La matraka
3. Junto a tu corazón
4. La morena
5. Yo por ti
6. Lárgate (Versión Merengue)
7. La cartita
8. Lloviendo estrellas
9. La piernona
10. Dulcemente bella
11. Bailando con las mujeres
12. En algún rincón de mi alma
13. Por amarte así
14. Lárgate (Versión Balada)

- Miguel Moly - Recuerdos (Ft. Roberto Antonio) (2009)(Velvet)

1. Por qué será
2. Dulcemente bella
3. Noches de fantasía
4. Mamita mía
5. Ya lo había vivido
6. Como tu lo quieras
7. Yo por ti
8. La morena
9. Nadie como tu
10. Por quererte tanto (Ft. Diveana)
11. Lloré
12. Punta de Canelo
13. Ella paso por aquí
14. En algún rincón de mi alma
15. Ay cariño (Ft. Roberto Antonio)

- Miguel y sus Amigos (2010)(Velvet)

1. Mamita mía
2. Junto a tu corazón
3. Dulcemente bella
4. Lloré
5. La morena
6. La carita
7. Solo importas tú
8. Lárgate
9. La piernona
10. Ay cariño (Ft. Roberto Antonio)
11. Cómo se mata al gusano

- Remixes (2011)(Velvet)

1. Lloré
2. Yo por ti
3. Ojos negros
4. Mamita mía
5. La Caderona
6. La Morena
7. Mildrey/La Caderona/La Morena/La Piernona/La Catirota/La Carita
8. Remixes/Mamita mía/Lloré/En algún rincón de mi alma/Yo por ti/Siempre, Siempre
9. Lárgate
10. Solo importas tú
11. Por qué será

- Los Mejores Éxitos (2012)(Velvert)

1. Ya lo había vivido
2. Ojos negros
3. Sabor
4. Bailalo
5. Si Si Si
6. Bailalo (Remix)
7. La Catirota
8. Amores
9. Yo si
10. Ese es él
11. La Morena

- Ven A Mi (2013) (Velvert)

1. Bella
2. Lárgate
3. Ven a mi
4. Yo soy Miguel
5. Futuro amor
6. Bella (Remix)
7. Soy yo
8. Ese es él
9. Mi amor
10. Ay ay ay cariño
11. Noches de fantasía Ft Roberto Antonio
12. Ojos negros
13. Dulcemente bella
14. Mamita mía
15. La caderona
16. Mi consentida

- Miguel Moly y Roberto Antonio juntos (2014) (Velvert)

1. Como tu lo quieras
2. Marejada
3. Ay ay ay cariño
4. Mamita mía
5. No hay nadie como tu
6. Lárgate
7. En algún ricón de mi alma
8. Ese es él
9. Quién sino yo
10. Baja de es nube
11. Amor de novela
12. La Catirita
13. La Morena
14. Lloré

- Mi Vida (2015) (Velvert)

1. Mi vida
2. Vamos mi amor
3. Como no va a quererla corazón
4. Mamita mía
5. Susana
6. Ven a mí Bella
7. Mujer alma
8. En algún ricón de mi alma
9. Lárgate [Remix]
10. La catarita [Remix Dj]
11. Lloré
12. Mi bella
13. Si amor
14. Bailando los dos

- Estrella y Luces (2016) (Velvert)

1. Estrella y luces
2. Yo por ti [Remix Dj]
3. Lloré
4. A mi pecho
5. Pegadito
6. Síguelo los 3 y los 4
7. La morena
8. Ya había vivido
9. Mamita mía
10. Mamita mía [Acústico]
11. Lloré [Acústico]
12. Los dos [Acústico]
13. Mi bella [Acústico]

## Premios y reconocimientos
Se ha hecho acreedor de innumerables premios entre los que se destacan el Premio Ronda a la excelencia como revelación del año, así como el Mara de Venezuela, el Cacique de Oro y las Orquídeas de Plata y de Oro de Venevisión esta última entregada por aclamación del público en las ferias de Maracaibo ante 50 mil personas en transmisión en vivo a toda Latinoamérica y transmitido por la cadena Univisión en los Estados Unidos y visto por más de 200 millones de personas a través de Sábado Sensacional.
Realizó giras en todos los países antes mencionados y batió récord de asistencia en sus presentaciones, alternado con artistas de la talla de Ricky Martín, Gilberto Santa Rosa, Guillermo Dávila, Marc Anthony, Chayanne, Mana, Óscar de León, Simón Díaz, Celia Cruz, Ricardo Montaner, Franco de Vita, entre otros.